# Distrito de Vítoc
El Distrito de Vítoc es uno de los seis que conforman la Provincia de Chanchamayo, ubicada en el Departamento de Junín, bajo la administración del Gobierno regional de Junín, en el Perú.
Dentro de la división eclesiástica de la Iglesia Católica del Perú, pertenece al Vicariato apostólico de San Ramón

## Historia
Vitoc proviene de la palabra Witoco que significa “Rio que lleva grandes riquezas” 
Históricamente Vitoc es uno de los distritos más antiguos de la Selva Central, se creó durante el gobierno del Presidente José Balta y Montero por la Ley N.º 2564 del 27 de enero de 1871, con el nombre de Santa Ana de Pucara. 
Los triunfos del último inca, quedaron para sus seguidores que continuaron con la lucha de los rebeldes contra los colonizadores que fueron los MISIONEROS FRANCISCANOS; Los enfrentamientos continuaban hasta el año 1784 donde los Misioneros Franciscanos se retiraron a la sierra, huyendo de los rebeldes desde su muerte hasta el año 1784, sin su líder, siguieron defendiéndose hasta acabar con los misioneros franciscanos.
Luego en 1787, se reinician el ingreso los Evangelizadores a la Selva Central, por la sierra de Jauja hasta Chanchamayo a cargo del puesto de avanzada liderado por el PADRE MANUEL SOBREVIELA, estableciéndose en PUCARA, donde construyeron un fuerte militar para contra contrarrestar los movimientos de los rebeldes asháninka. Desde esta fecha se iniciaron y reiniciaron misiones a cargo de los misioneros evangelizadores, quienes evangelizaron Chanchamayo y la Selva Central.
Continuando con la historia de Vitoc, luego después de tantos enfrentamientos con los nativos, los misioneros evangelizadores siguieron avanzando hasta San Ramón donde establecieron un puesto de avanzada, para luego construir un fuerte militar, apoyado por el gobierno de aquel entonces, con el objetivo de defenderse del levantamiento de los rebeldes Asháninka y Yaneshas. 
Después de esta avanzada, continuaron así sucesivamente la civilización de los misioneros franciscanos a otros pueblos de la Selva Central. Con esto hechos históricos quedó marcado a Vitoc como puerta de entrada a la civilización de la Selva Central.
Fuente: www.munivitoc.gob.pe

## Geografía
Tiene una superficie de 313,85 km². 
Contiene innumerables paisajes hermosos junto al río, un pueblo ordenado y limpio construido a ambos lados del río, con un monumento en su plaza central en homenaje a la catequización de los poblados indígenas
Se accede por la carretera que va a Monobamba desde San Ramón.

## Autoridades

### Municipales
- 2019 - 2022[2]
  - Alcalde: Percy M. Alcarraz Montejo, del Partido Caminemos Juntos (K).
  - Regidores: ).7
- 2015 - 2018[2]
  - Alcalde: Manuel Teófilo Martel Macassi, del Partido Fuerza Popular (K).
  - Regidores: Aydee Flores Aguilar (K), Walter Armando Li Márquez (K), Luicin Edgar Guevara Orihuela (K), Magdalena Ayda Guanay Gave (K), Gabriel Rodolfo Poves Solís (Junin Emprendedores Rumbo al 21).
- 2011 - 2014[3]
  - Alcalde: Manuel Teófilo Martel Macassi, del Partido Fuerza 2011 (K).
  - Regidores: Dante Francia Veliz (K), Walter Armando Li Márquez (K), Teófilo Cirilo Meza Inga (K), Silvana Flor Laura Mucha (K), Cayo Santiago Gozar Pahuacho (Perú Libre).

### Policiales
- Comisario: PNP.

### Religiosas
- Vicariato Apostólico de San Ramón[4]
  - Vicario apostólico: Mons. Gerardo Antonio Zendín Bukovec, OFM
- Parroquia 
  - Párroco: Preb.  .

## Festividades

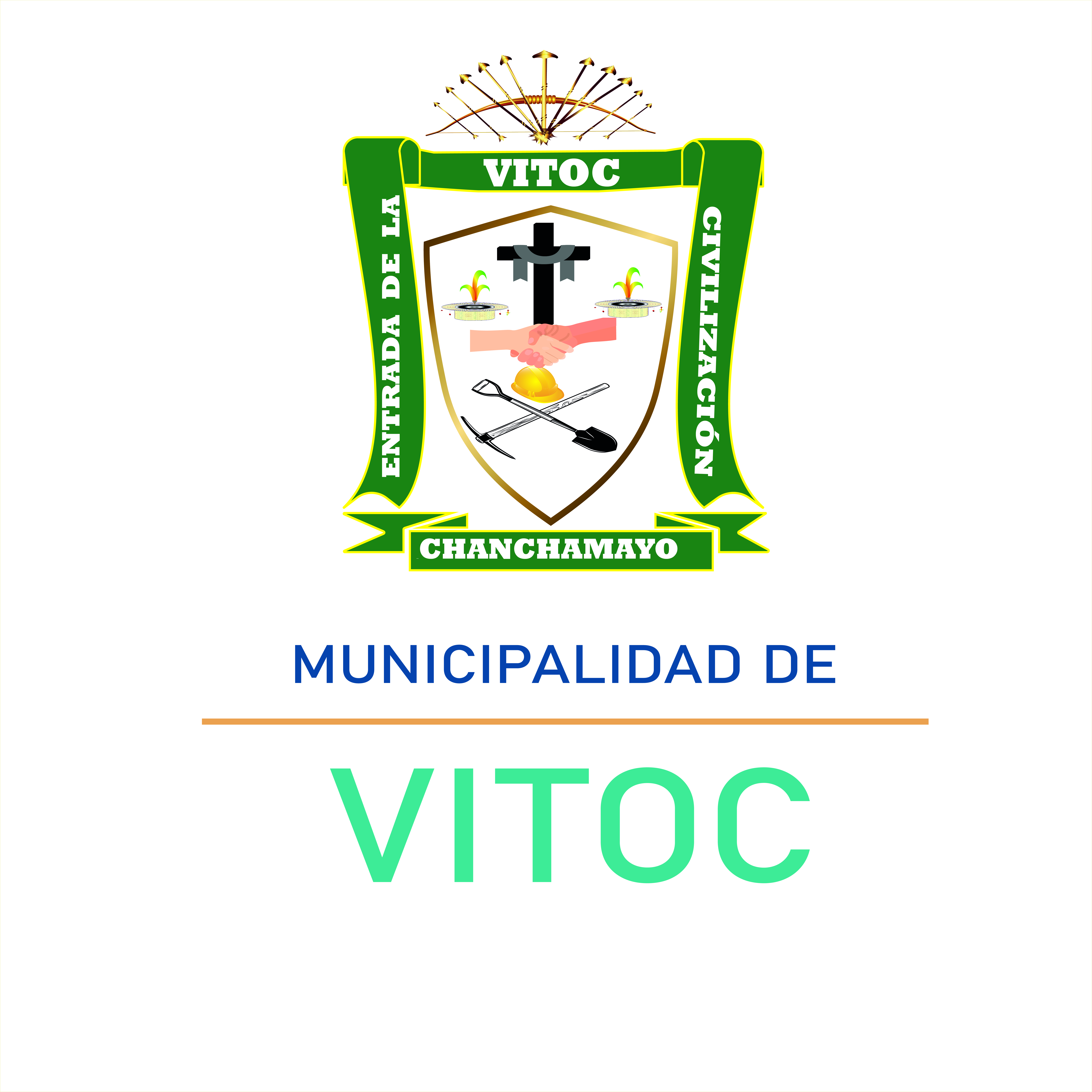

- Septiembre: Virgen de la Merced.